# Mülheim an der Ruhr
Mülheim an der Ruhr je město s postavením městského okresu v německé spolkové zemi Severní Porýní-Vestfálsko. Žije zde přibližně 173 tisíc obyvatel. Nachází se v průmyslové oblasti Porúří mezi dalšími velkými městy, Duisburgem a Essenem. Leží také nedaleko Düsseldorfu, hlavního města spolkové země. Město je součástí Metropolitního regionu Porýní-Porúří.

## Historie

Výhled na Mülheim an der Ruhr

V roce 1808 přijalo město svou chartu. O století později překročil počet obyvatel hranici 100 tisíc a Mülheim an der Ruhr se stal oficiálně velkoměstem. V roce 2008 žilo ve městě přibližně 170 tisíc obyvatel, což jej řadilo k menším velkoměstům v rámci spolkové země.
Mülheim an der Ruhr je bývalé hornické město. Poté, co zde byl uzavřen uhelný důl Rosenblumendelle, se stal Mülheim prvním městem v Porúří, které nemá na svém území uhelný důl. Město se úspěšné transformovalo z průmyslového města na obchodní a hospodářské centrum. S více než 50% podílem zeleně a lesů bývá považováno za atraktivní místo k životu v Porúří. Sídlí zde Institut Maxe Plancka a od roku 2009 vysoká škola Hochschule Ruhr West.

## Galerie

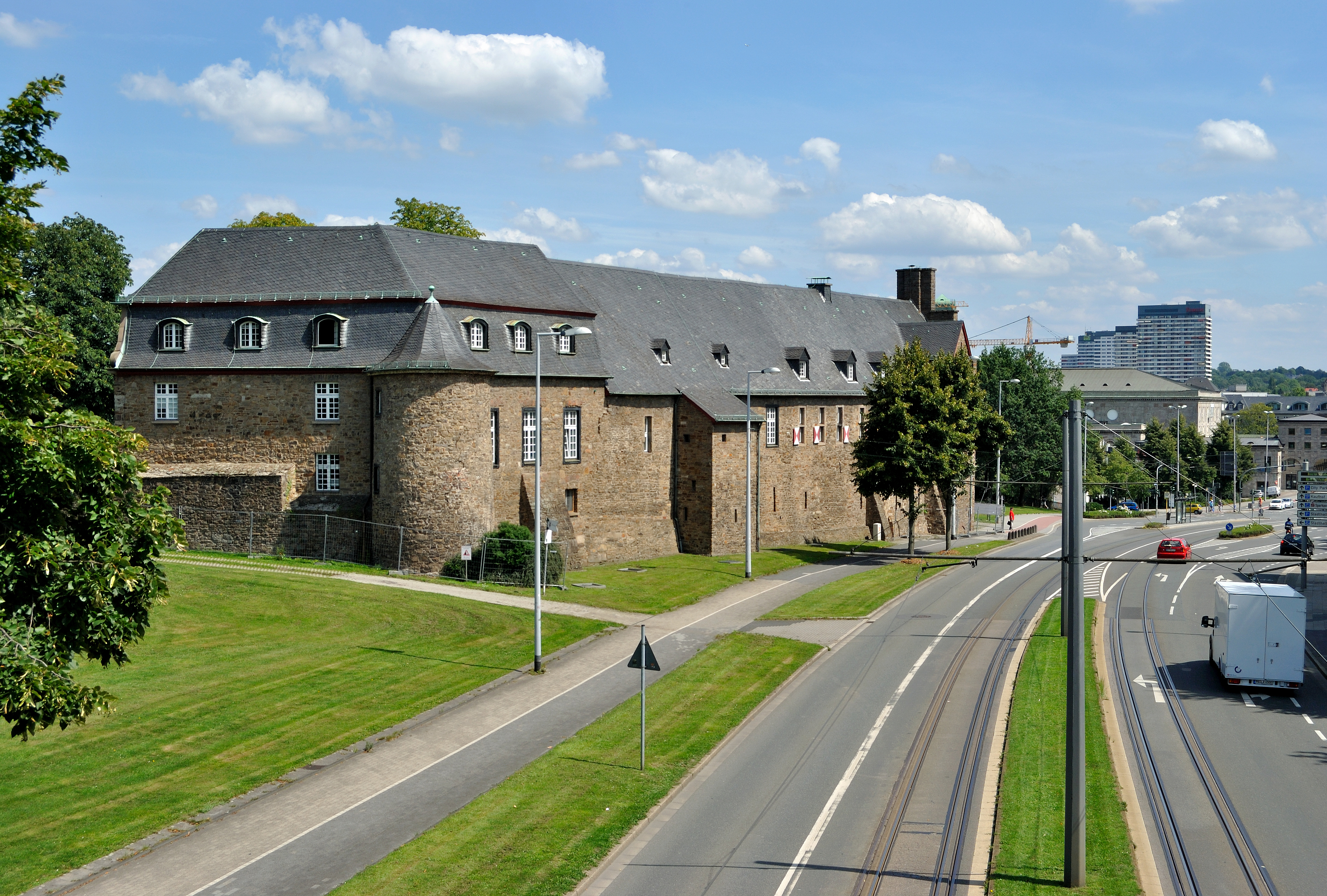
Zámek Broich
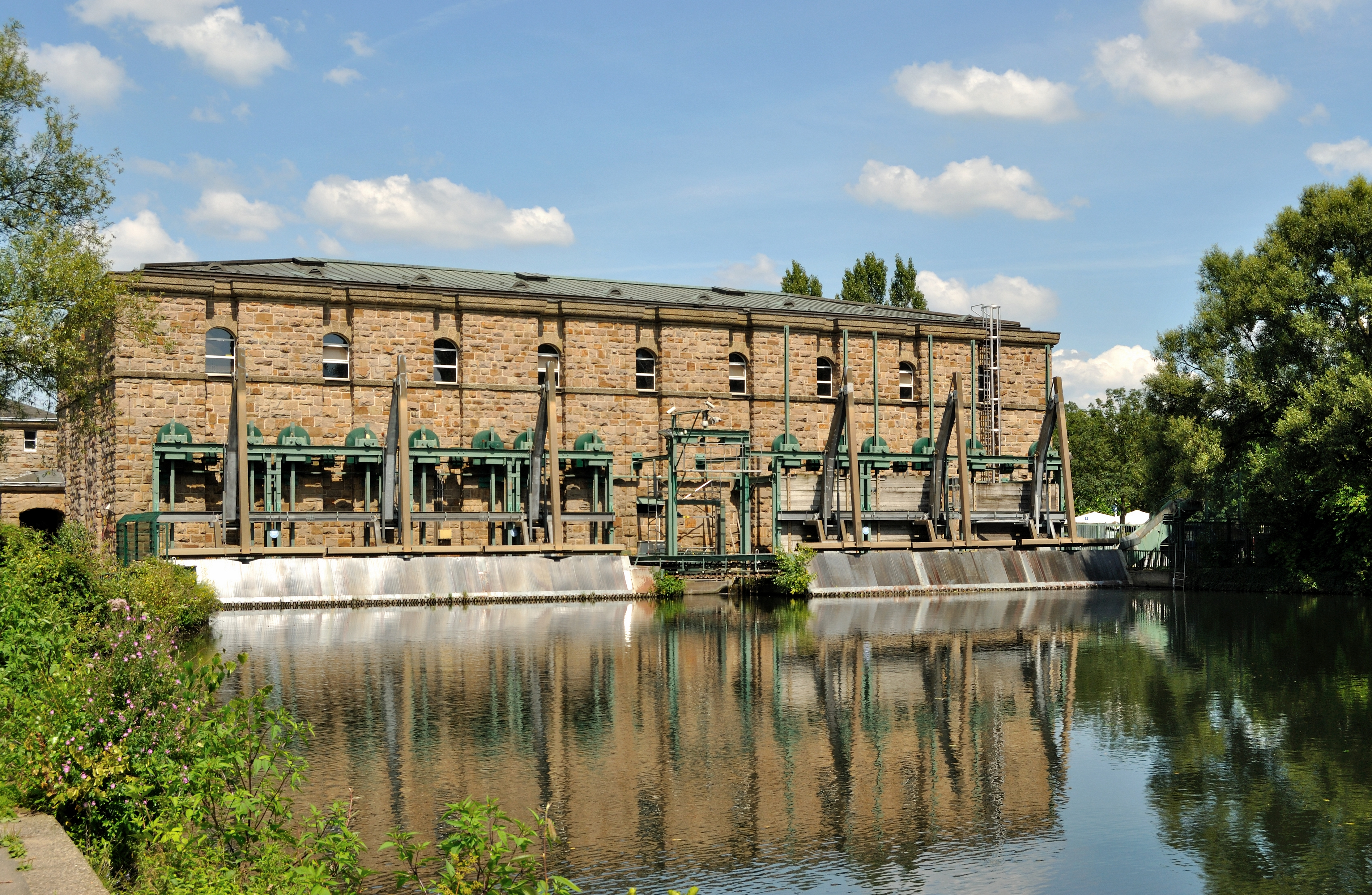
Vodní elektrárna Kahlenberg
Výhled z radniční věže
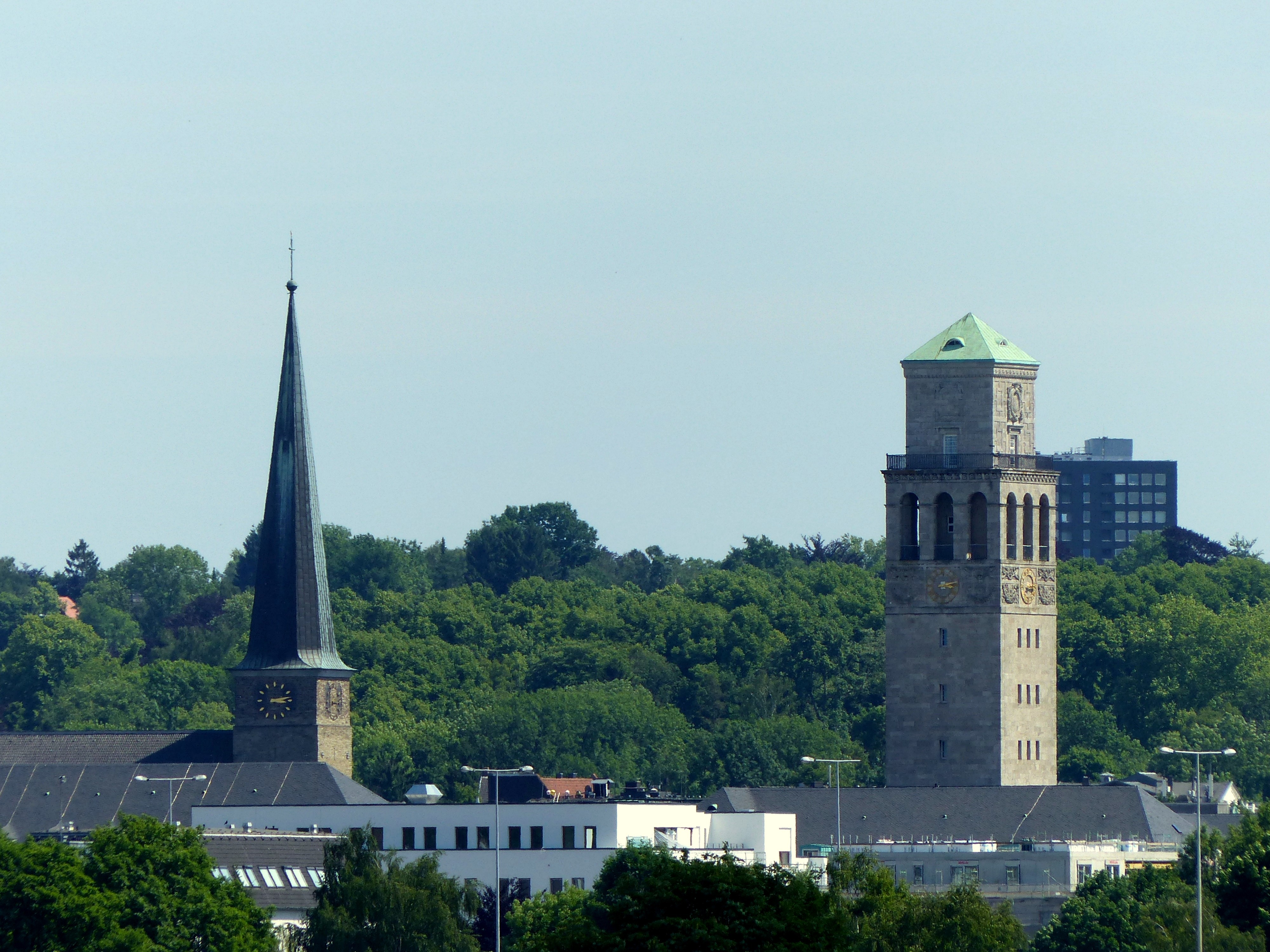
Mülheim an der Ruhr

## Významní rodáci
- Elisabeth von Eicken (1862–1940), německá  malířka
- Erwin Johannes Bowien (1899–1972), německý malíř
- Hannelore Kraftová (* 1961), německá politička

## Partnerská města
- Darlington, Spojené království (od roku 1953)
- Tours, Francie (od roku 1962)
- Kuusankoski, Finsko (v letech 1972–2008)
- Opolí, Polsko (od roku 1989)
- Kfar Saba, Izrael (od roku 1993)
- Istanbul-Beykoz, Turecko (od roku 2007)
- Kouvola, Finsko (od roku 2009)
- Kalkílija, Palestina (spřátelená města)